# Nickelodeon Australië
Nickelodeon Australia is de Australische tegenhanger van het televisienetwerk Nickelodeon in de Verenigde Staten. In Australië is het wel niet zoals bij andere Viacom-beheerde stations (onder andere MTV, VH1 en TMF). Nickelodeon Australië wordt beheerd door XYZ Networks, onder licentie van Viacom. Het kanaal werd gelanceerd op 23 oktober 1995, het verving "the Max/ClassicMax channel", gelanceerd door XYZ in april 1995. Dit kanaal is samen met Nick Jr. Australië het enige Nickelodeon-kanaal dat niet compleet of gedeeltelijk door Viacom wordt bezit.

## Geschiedenis
Nickelodeon Australië ging van start op 23 oktober 1995, gecodeerd als deel van het kort daarvoor gelanceerde Foxtel en Austar. De zender vertoont zoals alle Nickelodeonkanalen tekenfilms en live-actionprogramma's. Nickelodeon werd in december 2002 toegevoegd aan het Optus Television-netwerk. Eind 20e eeuw en begin 21e eeuw begon het kanaal ook lokaal geproduceerde programma's uit te zenden, anders dan het voorafgaande Amerikaanse programma.
Op 14 maart 2004 lanceerde "XYZ Networks" Nick Jr. Australië als het allereerste 24 uurs tv-kanaal voor de allerkleinsten (0- tot 6-jarigen) in Australië. Voor dit was Nick Jr. een ochtendprogramma-blok op Nickelodeon, inclusief programma's die nu meer tijd hebben om uit te zenden, zoals Dora the Explorer en Blue's Clues. Enkele maanden nadat Nick Jr. een voltijds kanaal werd, had het op Nickelodeon nog maar 2 uren uitzendtijd, wat drastisch korter was dan ervoor. Nickelodeon en Nick Jr. begonnen in breedbeeld uit te zenden op 2 maart 2009.
Directe concurrenten van het kanaal zijn Cartoon Network Australië (ook gestart in oktober 1995) en het eerste kindernetwerk uit Australië, Disney Channel Australië (gestart in mei 1995) en later ook hun zusterkanalen; Boomerang (gestart in maart 2004, dezelfde maand als Nick Jr.) en Playhouse Disney (gestart in december 2005). Andere concurrenten zijn Fox Kids Australië (ook gestart op 23 oktober 1995, maar die stopte op 31 januari 2004) en ABC Kids (gestart op 1 augustus 2001, stopte op 30 juni 2003).

## Programmering
Nickelodeon Australië begon met alleen Amerikaanse Nickelodeon-programma's uit te zenden, maar later ook Canadese, Britse, Nieuw-Zeelandse en lokale programma's.
Andere lokaal geproduceerde programma's die niet meegeteld worden, zijn Nick Takes Over Your School en de Australische versie van Nickelodeon Games and Sports for Kids (Nick GAS).

### Hot Chunks
Hot Chunks was een programma met Angus King. Het telde twee seizoenen in 1998 en 1999 en het had ook een spin-offspecial met de beste durvers.

### Camp Orange
Camp Orange begon in 2005 en werd gepresenteerd door Dave Lawson. Het programma verdeelde acht kinderen (tussen de leeftijd van 10 en 13) in vier teams. Ze streden tegen elkaar om enkele competities en prijzenpakketten te winnen.
De 3 opeenvolgende seizoenen (Camp Orange: Slimey Hollow, Camp Orange: The Mystery of Spaghetti Creek en Camp Orange: The Curse of the Emerald Eye) waren in 2006, 2007 en 2008. Sinds 2006 was Maude Garrett de presentator. Maude is nu een erkende beroemdheid in de Nickelodeon wereld, ook omdat ze meedeed in evenementen als de Australische Nickelodeon Kids' Choice Awards.

### Juice
Juice is een programma dat elke maandag tot vrijdagochtend wordt vertoond. Het zendt populaire Nicktoons uit tussen 07.00 en 09.00 uur Australische tijd, zoals SpongeBob SquarePants en The Adventures of Jimmy Neutron: Boy Genius. Het programma werd aanvankelijk gepresenteerd door één persoon, maar dat is tegenwoordig niet meer zo.

### Nickelodeon Australian Kids' Choice Awards
De jaarlijkse Kids' Choice Awards startten in 2003, om kinderen hun favoriete muziek, films, boeken e.d. te vieren.

### Blocks

#### Nick at Nite
Sinds 2001 is er op Nickelodeon een nachtblok, Nick at Nite. De programmering van het blok leek zeer veel op die van het Amerikaanse blok in die tijd, inclusief programma's als Mister Ed en Gilligan's Island. Het werd gesloten wegens de grote uitbreidingen in en rond Nickelodeon (zoals TV1). Veel programma's zijn verhuisd naar TV1 en Sci Fi Channel.

#### 'Sarvo
'Sarvo is een blok dat wordt vertoond op maandag tot vrijdag gedurende de namiddag, eerst werd het gepresenteerd door James Kerley en Dave Lawson. Het duo vertrok op 23 februari 2007. Het nieuwe seizoen, dat startte op 9 april 2007, werd gepresenteerd door Maude Garrett en Kyle Linahan. 'Sarvo toont gedurende de uitzending cartoons als SpongeBob SquarePants, Kappa Mikey en Captain Flamingo, maar ook programma's als Zoey 101.

#### Weekend Mornings
Weekend Mornings is een blok van elk 2 afleveringen van 4 Nicktoons op zaterdag en zondag, in de ochtend. Het heette oorspronkelijk Double Up, maar de naam werd veranderd dankzij de nieuwe stijl van 2006.

#### Saturday Nick Television
Saturday Nick Television was een ochtendprogramma dat gelanceerd werd in 2002 met de hulp van Britney Spears. Dit programma werd opgenomen in Melbourne en bevatte verzonnen spelletjes waaraan het publiek kon deelnemen alsook interviews. Het programma werd stopgezet in 2005 door een tekort aan kijkers.

#### Lunchtoon
Lunchtoon is een lunchtijdblok dat elke weekdag werd vertoond, en dat bestond uit vier afleveringen van een half uur van Nickelodeonprogramma's. Het duurde van 12.00 tot 14.00 uur Australische tijd.

#### Toons2Nite
Nickelodeon zendt klassieke Nickprogramma's uit als Rocko's Modern Life en Aaahh!!! Real Monsters in de avond uren. Het heette origineel Classics, maar na de restyling werd het Toons2Nite genoemd.

## Andere projecten

### Nickelodeon Magazine Australia
Het Australische Nickelodeon Magazine was een maandelijks magazine beschikbaar in de meeste dagbladhandelaren en de grote winkelketens tussen september 2005 en mei 2006. In totaal zijn er 6 edities gekomen voor het werd stopgezet door de "Australian Consolidated Press". Het werd uitgegeven door de Australische verdeler Santi Pintado. Het Australische magazine leek hard op het Amerikaanse versie ervan. De allereerste editie werd gratis uitgedeeld op de Nickelodeon Kids' Choice Awards 2005 (Australië).

### You're on Nick
Ter promotie van Nickelodeon Australiës nieuwe stijl introduceerde Nick Moby Nick een bus die door Australië rondreed naar plaatsen als Sydney Olympic Park. Een deel van de bus was een kleine opnamestudio waar kinderen ongeveer twee zinnen kunnen zeggen over wat ze konden en wie ze waren. De clips van 15 seconden werden dan tijdens de reclame getoond op Nickelodeon Australië.

## Presentatoren
| Naam                   | Actief       | Presentatie |
| ---------------------- | ------------ | --- |
| Maude Garrett          | (2006-heden) | Camp Orange: Slimey Hollow, Camp Orange: The Mystery of Spaghetti Creek, Camp Orange: The Curse of the Emerald Eye, 'Sarvo |
| Kyle Linahan           | (2007-heden) | 'Sarvo |
| Angus King             | (1998-1999)  | Hot Chunks |
| Jamie                  | (2003)       | 'Sarvo |
| Josh Quong Tart        | (2003)       | 'Sarvo |
| Dave "Kambo" Kambouris | (2002-2003)  | sn:tv, Nickelodeon Kids' Choice Awards 2003 (Australië)                                                                    |
| Dave Lawson            | (2002-2007)  | sn:tv, Nick Takes Over Your School, Camp Orange, 'Sarvo, Nickelodeon Australian Kids' Choice Awards (2005 en 2006)         |
| Natalie Garonzi        | (2002-2003)  | sn:tv, Nickelodeon Kids' Choice Awards 2003 (Australië), 'Sarvo                                                            |
| Tony Brockman          | (2003-2005)  | 'Sarvo, Nickelodeon Kids' Choice Awards 2003 (Australië)                                                                   |
| James Kerley           | (2003- 2007) | 'Sarvo, Nickelodeon Kids' Choice Awards 2004, 2005 en 2006 (Australië)                                                     |
| Emily Perry            | (2004-2005)  | sn:tv |
| Jesse Tobin            | (2004-2005)  | sn:tv |